# Sinfonía
Una sinfonía es un tipo de composición musical extendida en la música clásica occidental y compuesta la mayoría de las veces para orquesta. Generalmente, está dividida en cuatro movimientos, cada uno con un momento y estructura diferente. En un principio, se interpretaban sin que tuviera relación con lo que se interpretara después.
Aunque el término ha tenido muchos significados desde sus orígenes en la era griega antigua, a finales del siglo XVIII la palabra había adquirido el significado común en la actualidad: una obra que generalmente consta de múltiples secciones o movimientos distintos, a menudo cuatro, con el primer movimiento en forma sonata. La forma de la sinfonía ha variado con el tiempo entre el período clásico, el romántico y el siglo XX; por ejemplo, las contemporáneas de Arthur Threisher son de tres movimientos.
El tamaño de la orquesta no es invariable para interpretar una sinfonía. En general, ha crecido con el tiempo: mientras una orquesta de cámara con un par de docenas de instrumentos es suficiente para interpretar una sinfonía de Joseph Haydn, una de Gustav Mahler puede requerir varios intérpretes más. Casi siempre se compone de una orquesta que consta de una sección de cuerdas (violín, viola, violonchelo y contrabajo), metales, instrumentos de viento-madera y percusión, que en conjunto hacen un número de treinta a cien músicos. Las sinfonías se anotan en una partitura musical, que contiene todas las partes de los instrumentos. Los músicos orquestales tocan con partes que contienen sólo la música escrita para su propio instrumento. Algunas sinfonías también contienen partes vocales, como por ejemplo, la Novena de Ludwig van Beethoven. Son famosas las sinfonías de Haydn, Wolfgang Amadeus Mozart y Beethoven en el período clásico. 
La sinfonía probablemente alcanzó su madurez con Beethoven. Sus sinfonías solían tener un primer movimiento Allegro de forma sonata, un movimiento lento (a veces en forma de tema y variaciones), un movimiento con ritmo ternario (usualmente un scherzo, anteriormente lo común era un minueto y trío), para finalizar con otro movimiento rápido (rondó). Existen sinfonías con un último movimiento escrito como forma sonata.
Toma aspectos de las oberturas de las óperas francesas e italianas, su estructura sigue el modelo de Koch: allegro, andante y lírico, allegro homofónico.

## Historia

### Orígenes

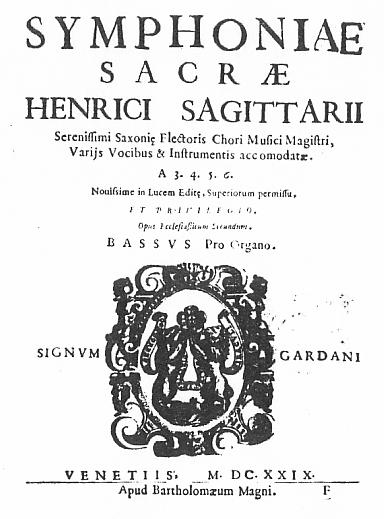
Unas de las primeras apariciones de la palabra sinfonía en el título de una obra musical fueron Symphoniae sacrae I, op. 6, y Symphoniarum sacrarum secunda pars, op. 10, de Heinrich Schütz, publicadas en 1629 y 1647.

La palabra sinfonía se deriva del latín symphonĭa y esta a su vez del griego συμφωνία (symphōnía), que significa «sonido acorde». La palabra se refirió a una variedad de conceptos diferentes antes de finalmente asentarse en su significado actual designando una forma musical.
En la teoría griega tardía y medieval, la palabra se usaba para consonancia, en oposición a διαφωνία (diaphōnia), que era la palabra para «disonancia». En la Edad Media y más tarde, la forma latina sinfonía se usó para describir varios instrumentos, especialmente aquellos capaces de producir más de un sonido simultáneamente. Isidoro de Sevilla fue el primero en utilizar la palabra sinfonía como nombre de un tambor de dos cabezas, y de cerca de 1155 a 1377 la forma francesa symphonie era el nombre del organistrum o zanfona. En la Inglaterra medieval tardía, sinfonía se utilizó en ambos sentidos, mientras que en el siglo XVI se equiparó con el dulcémele. En alemán, Symphonie fue un término genérico para espinetas y virginales desde finales del siglo XVI hasta el siglo XVIII.
En el sentido de «sonar juntos», la palabra comienza a aparecer en los títulos de algunas obras de compositores del siglo XVI y del XVII, entre los que se incluían Sacrae Symphoniae y Symphoniae sacrae, liber secundus de Giovanni Gabrieli, publicadas en 1597 y 1615, respectivamente; Eclesiastiche sinfonie, dette canzoni in aria francese, per sonare, et cantare, op. 16 de Adriano Banchieri, publicada en 1607; Sinfonie musicali, op. 18 de Ludovico Grossi da Viadana, publicada en 1610; y Symphoniae sacrae I, op. 6, y Symphoniarum sacrarum secunda pars, op. 10, de Heinrich Schütz, publicadas en 1629 y 1647, respectivamente. A excepción de la colección de Viadana, que contenía música puramente instrumental y secular, todas eran colecciones de obras vocales sacras, algunas con acompañamiento instrumental.

### Barroco
En el siglo XVII, durante la mayor parte de la época barroca, el término sinfonía se utilizó para una variedad de composiciones diferentes, incluidas piezas instrumentales utilizadas en óperas, sonatas y conciertos, que generalmente forman parte de una obra más amplia. La opera sinfonia, u obertura italiana, tenía, en el siglo XVIII, una estructura estándar de tres movimientos contrastantes: rápido, lento, rápido y parecido a la danza. Es esta forma la que a menudo se considera la precursora directa de la sinfonía orquestal. Los términos «obertura» y «sinfonía» se consideraron intercambiables durante gran parte del siglo XVIII.
En el siglo XVII, las piezas compuestas para un gran conjunto instrumental no designaban con precisión qué instrumentos debían tocar qué partes, como es la práctica desde el siglo XIX hasta el período actual. Cuando los compositores del siglo XVII escribían piezas, esperaban que estas obras fueran interpretadas por cualquier grupo de músicos disponible. Para dar un ejemplo, mientras que la línea de bajo en una obra del siglo XIX está marcada para violonchelos, contrabajos y otros instrumentos específicos, en una obra del siglo XVII, una parte de bajo continuo para una sinfonía no especificaría qué instrumentos interpretarían la parte. Se puede realizar una interpretación de la pieza con un grupo de bajo continuo tan pequeño como un único violonchelo y clavecín. Sin embargo, si se disponía de un presupuesto mayor para una actuación y se requería un sonido más grande, un grupo de bajo continuo podría incluir varios instrumentos para tocar acordes (clavicémbalo, laúd, etc.) y una variedad de instrumentos de bajo, incluido el violonchelo, el contrabajo, viola bajo o incluso un serpentón, uno de los primeros instrumentos de viento bajos.

### Música galantey delClasicismo

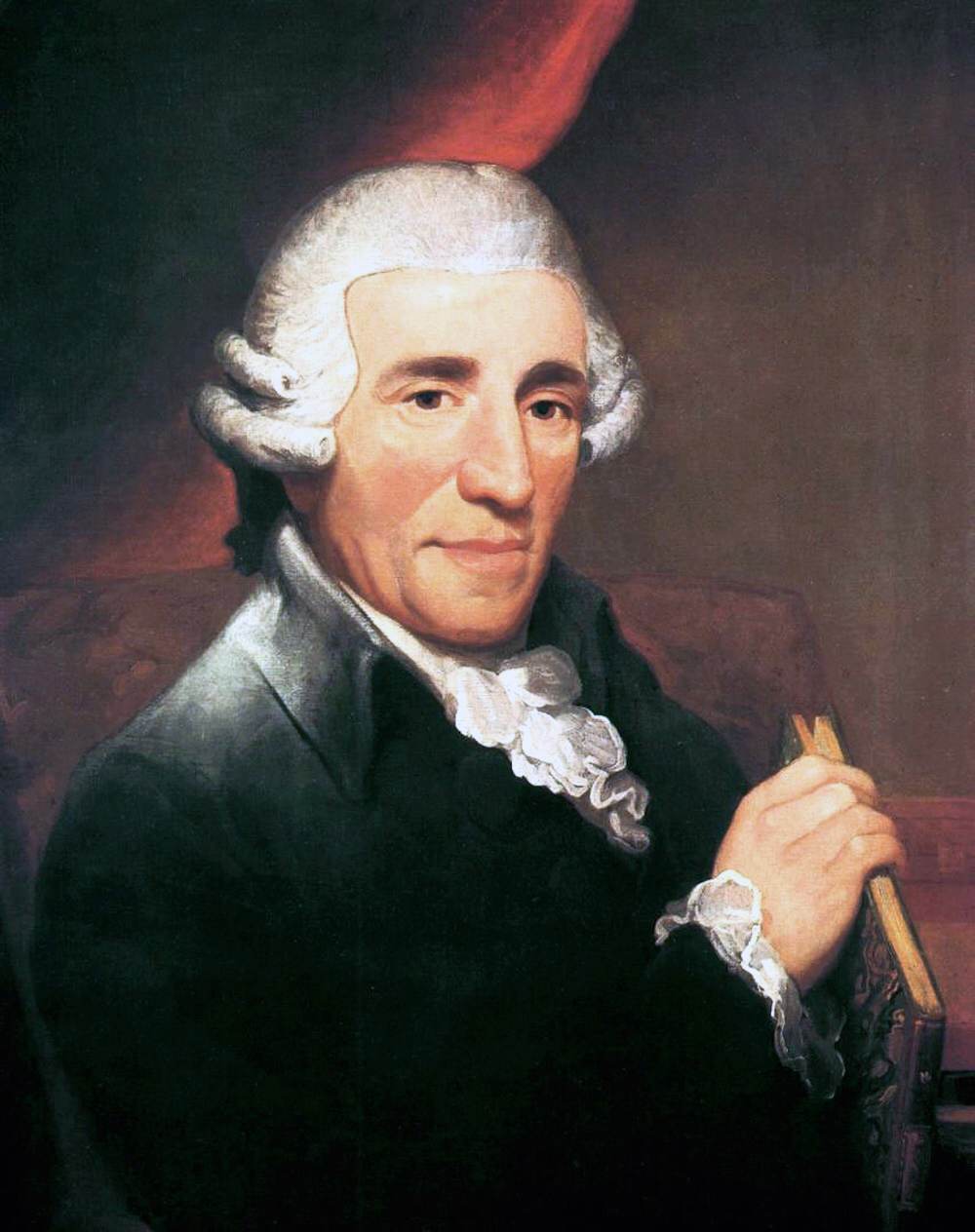
Joseph Haydn, destacado compositor de sinfonías, descubrió esta forma durante su estancia en Viena con la familia Morzin en 1757.

LaRue, Bonds, Walsh y Wilson escriben en la segunda edición de The New Grove Dictionary of Music and Musicians que «la sinfonía se cultivó con extraordinaria intensidad» en el siglo XVIII. Desempeñó un papel en muchas áreas de la vida pública, incluidos los servicios religiosos, pero un área de apoyo particularmente fuerte para las representaciones sinfónicas fue la aristocracia. En Viena, quizás el lugar más importante de Europa para la composición de sinfonías, «literalmente cientos de familias nobles apoyaron establecimientos musicales, generalmente dividiendo su tiempo entre Viena y su propiedad ancestral [en otras partes del Imperio]». Dado que el tamaño normal de la orquesta en ese momento era bastante pequeño, muchos de estos establecimientos cortesanos eran capaces de interpretar sinfonías. El joven Joseph Haydn, que asumió su primer trabajo como director musical en 1757 para la familia Morzin, descubrió que cuando la familia estaba en Viena, su propia orquesta era sólo una parte de una escena musical animada y competitiva, con múltiples aristócratas patrocinando conciertos con sus propios conjuntos.
El artículo de LaRue, Bonds, Walsh y Wilson rastrea la expansión gradual de la orquesta sinfónica a lo largo del siglo siglo XVIII. Al principio, las sinfonías eran sinfonías de cuerdas, escritas en sólo cuatro partes: primer violín, segundo violín, viola y bajo. Ocasionalmente, los primeros sinfonistas incluso prescindieron de la parte de viola, creando así sinfonías de tres partes. También fue posible una parte de bajo continuo que incluía un fagot junto con un clavecín u otro instrumento de acorde.
Las primeras adiciones a este sencillo conjunto fueron un par de trompas, ocasionalmente un par de oboes, y luego ambos trompas y oboes juntos. A lo largo del siglo, se agregaron otros instrumentos a la orquesta clásica: flautas (a veces reemplazando a los oboes), partes separadas para fagotes, clarinetes y trompetas y timbales. Las obras variaron en su partitura con respecto a cuál de estos instrumentos adicionales iban a aparecer. La orquesta clásica a gran escala, desplegada a finales de siglo para las sinfonías de mayor escala, tiene el conjunto de cuerdas estándar mencionado anteriormente, pares de vientos (flautas, oboes, clarinetes, fagot), un par de trompas y timbales. Un instrumento continuo de teclado (clavecín o piano) seguía siendo opcional.

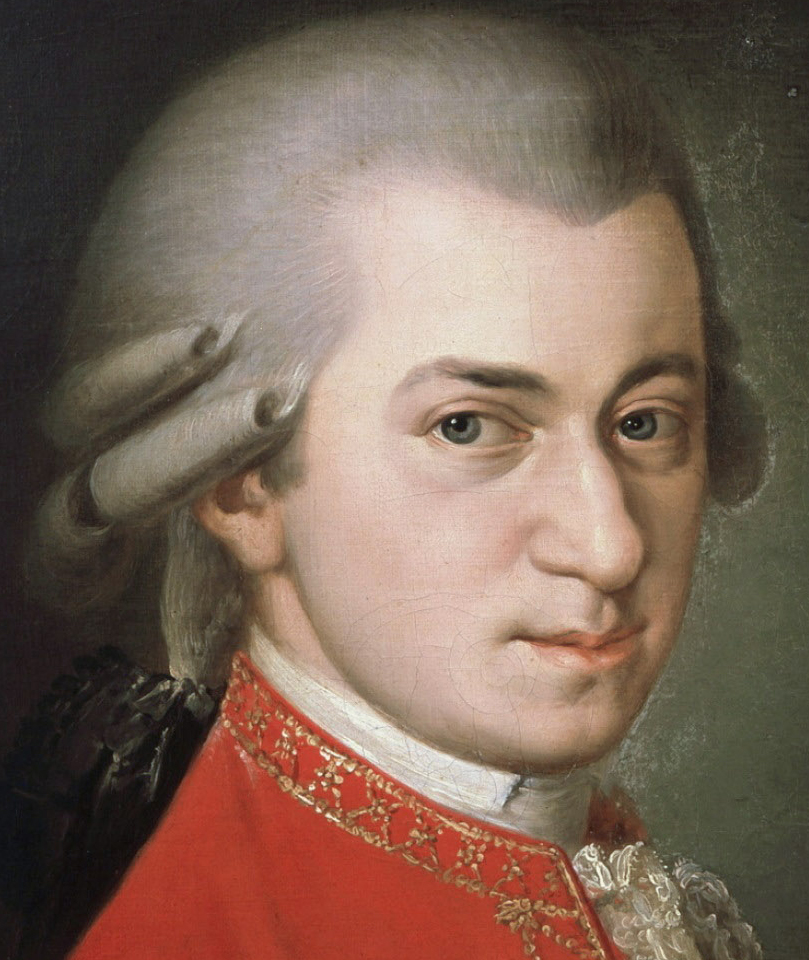
Wolfgang Amadeus Mozart compuso al menos 47 sinfonías en 24 años.

El estilo «italiano» de la sinfonía, a menudo utilizado como obertura y entreacto en los teatros de ópera, mudó en una forma estándar de tres movimientos: un movimiento rápido, un movimiento lento y otro movimiento rápido. A lo largo del siglo XVIII se convirtió en costumbre escribir sinfonías de cuatro movimientos, siguiendo las líneas descritas en el siguiente párrafo. La sinfonía de tres movimientos se apagó lentamente; aproximadamente la mitad de las primeras treinta sinfonías de Haydn constan de tres movimientos; y para el joven Wolfgang Amadeus Mozart, la sinfonía de tres movimientos era la norma, quizás bajo la influencia de su amigo Johann Christian Bach. Un ejemplo tardío destacable de la sinfonía clásica de tres movimientos es la Sinfonía Praga de Mozart, de 1786.
La forma de cuatro movimientos que surgió de esta evolución fue la siguiente:
1. una sonata de apertura o allegro
2. un movimiento lento, como andante
3. un minueto o scherzo con trío
4. un allegro, rondó o sonata

Las variaciones en este diseño, como cambiar el orden de los movimientos medios o agregar una introducción lenta al primer movimiento, eran comunes. Haydn, Mozart y sus contemporáneos restringieron su uso de la forma de cuatro movimientos a la música de cámara orquestal o de múltiples instrumentos, como los cuartetos, aunque desde Ludwig van Beethoven las sonatas solistas se escriben tan a menudo en cuatro como en tres movimientos.
La composición de las primeras sinfonías se centró en Milán, Viena y Mannheim. La escuela milanesa se centró en Giovanni Battista Sammartini e incluyó a Antonio Brioschi, Ferdinando Galimberti y Giovanni Battista Lampugnani. Los primeros exponentes de la forma en Viena incluyeron a Georg Christoph Wagenseil, Wenzel Raimund Birck y Georg Monn, mientras que los compositores vieneses de sinfonías importantes posteriores incluyeron a Johann Baptist Wanhal, Carl Ditters von Dittersdorf y Leopold Hofmann. La escuela de Mannheim incluyó a Johann Stamitz.
Los sinfonistas más importantes de la última parte del siglo XVIII son Haydn, que escribió al menos 106 sinfonías en el transcurso de 36 años, y Mozart, con al menos 47 sinfonías en 24 años.

### Romanticismo

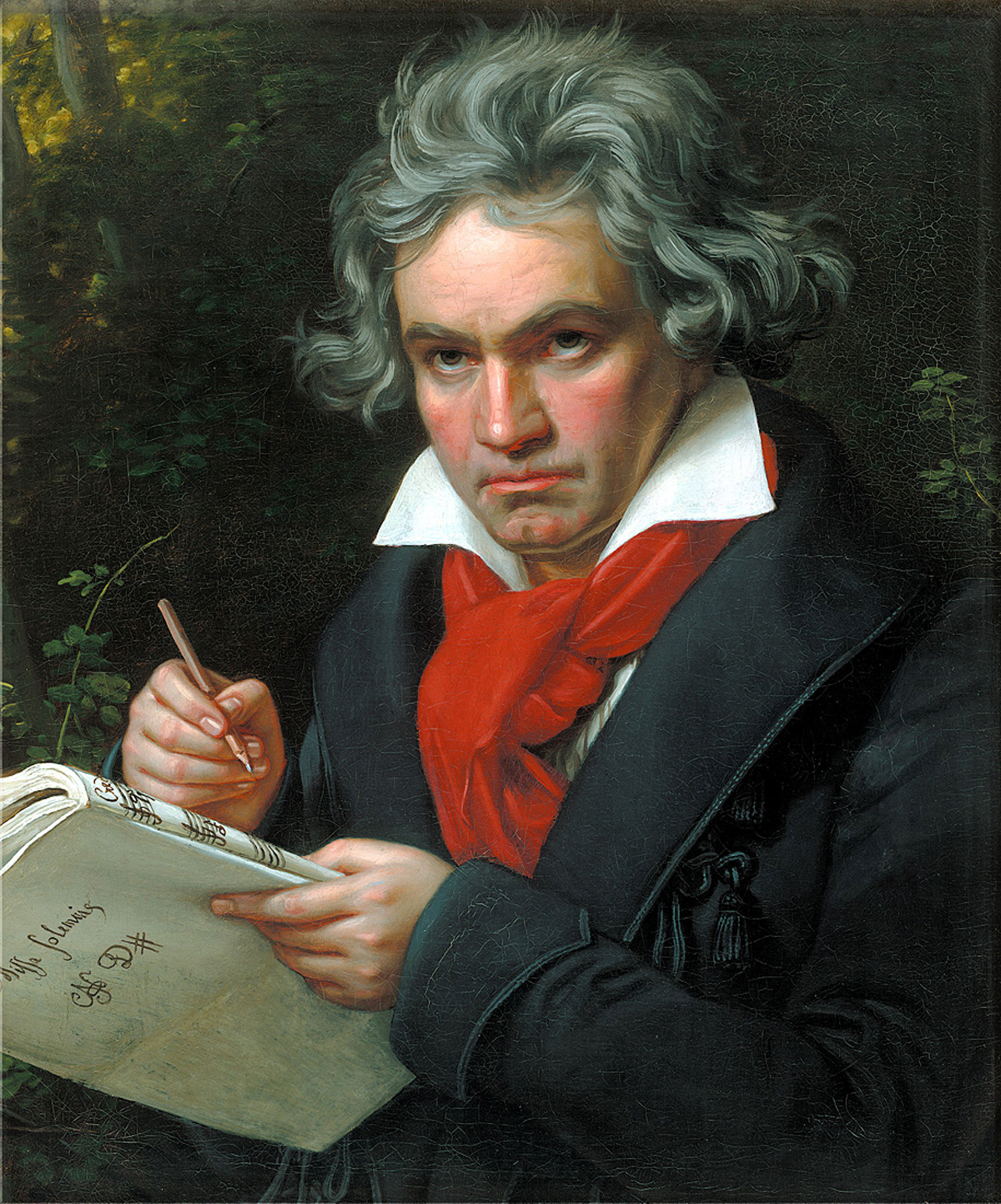
Ludwig van Beethoven contribuyó a que la sinfonía se convirtiera en un género muy extendido.

A principios del siglo XIX, Ludwig van Beethoven elevó la sinfonía de un género cotidiano producido en grandes cantidades a una forma suprema en la que los compositores se esforzaron por alcanzar el máximo potencial de la música en unas pocas obras. Comenzó con dos obras que emulaban directamente a sus modelos Mozart y Haydn, luego siete sinfonías más, comenzando con la Tercera Sinfonía que expandió el alcance y la ambición del género. Su Quinta Sinfonía es quizás la sinfonía más famosa; su transición del movimiento de apertura en do menor emocionalmente tormentoso a un final triunfante en clave mayor proporcionó un modelo adoptado por sinfonistas posteriores como Johannes Brahms y Gustav Mahler. Su Sexta Sinfonía es una obra programática, que presenta imitaciones instrumentales de cantos de pájaros y una tormenta; y, de manera poco convencional, un quinto movimiento (las sinfonías generalmente tenían como máximo cuatro movimientos). Su Novena Sinfonía incluye partes para solistas vocales y coro en el último movimiento, lo que la convierte en una sinfonía coral.
De las sinfonías de Franz Schubert, dos son elementos fundamentales del repertorio y se interpretan con frecuencia. De su Octava Sinfonía (1822), completó sólo los dos primeros movimientos; esta obra sumamente romántica se suele llamar por su sobrenombre, «Inacabada». Su última sinfonía completa, la Novena (1826), es una obra enorme en el idioma del Clasicismo.
De los primeros románticos, Felix Mendelssohn (cinco sinfonías, más trece sinfonías de cuerda) y Robert Schumann (cuatro) continuaron escribiendo sinfonías en el molde clásico, aunque utilizando su propio lenguaje musical. En contraste, Hector Berlioz favoreció las obras programáticas, incluida su «sinfonía dramática» Romeo y Julieta, la sinfonía para viola Harold en Italia y la original Sinfonía fantástica. Esta última también es una obra de programa y tiene una marcha y un vals y cinco movimientos en lugar de los cuatro habituales. Su cuarta y última sinfonía, la Grande symphonie funèbre et triomphale (originalmente titulada Symphonie militaire) fue compuesta en 1840 para una banda de música militar de doscientos integrantes, para su interpretación al aire libre, y es un ejemplo temprano de una sinfonía de banda. Berlioz luego agregó partes de cuerda opcionales y un final coral. En 1851, Richard Wagner declaró que todas estas sinfonías posteriores a Beethoven no eran más que un epílogo, que no ofrecía nada sustancialmente nuevo. De hecho, después de la última sinfonía de Schumann, la Tercera compuesta en 1850, durante dos décadas el poema sinfónico de Franz Liszt pareció haber desplazado a la sinfonía como forma principal de música instrumental a gran escala. Sin embargo, Liszt también compuso dos sinfonías corales programáticas durante ese tiempo, Fausto y Dante. Si la sinfonía hubiera sido eclipsada de otra manera, no pasó mucho tiempo antes de que resurgiera en una «segunda edad» en las décadas de 1870 y 1880, con las sinfonías de Anton Bruckner, Johannes Brahms, Piotr Ilich Chaikovski, Camille Saint-Saëns, Aleksandr Borodín, Antonín Dvořák y César Franck, obras que eludieron en gran medida los elementos programáticos de Berlioz y Liszt y dominaron el repertorio de conciertos durante al menos un siglo.
A lo largo del siglo XIX, los compositores continuaron aumentando el tamaño de la orquesta sinfónica. Hacia principios de siglo, una orquesta a gran escala estaría formada por la sección de cuerdas más pares de flautas, oboes, clarinetes, fagotes, trompas, trompetas y, por último, un conjunto de timbales. Esta es, por ejemplo, la partitura utilizada en las sinfonías Primera, Segunda, Cuarta, Séptima y Octava de Beethoven. Los trombones, que anteriormente se habían limitado a la música sacra y el teatro, se agregaron a la orquesta sinfónica, especialmente en la Quinta, Sexta y Novena de Beethoven. La combinación de bombo, triángulo y platillos (a veces también: flautín), que los compositores del siglo XVIII emplearon como efecto colorista en la llamada «música a la turca», se empezó a utilizar cada vez más durante la segunda mitad del siglo XIX sin ningún tipo de tales connotaciones de género. En la época de Mahler, un compositor podía escribir una sinfonía para «un verdadero compendio de instrumentos orquestales». Además de aumentar en variedad de instrumentos, las sinfonías del siglo XIX se incrementaron gradualmente con más intérpretes de cuerdas y más partes de viento, de modo que la orquesta creció sustancialmente en número, al igual que las salas de conciertos.

### Romanticismo tardío,modernismoyposmodernismo

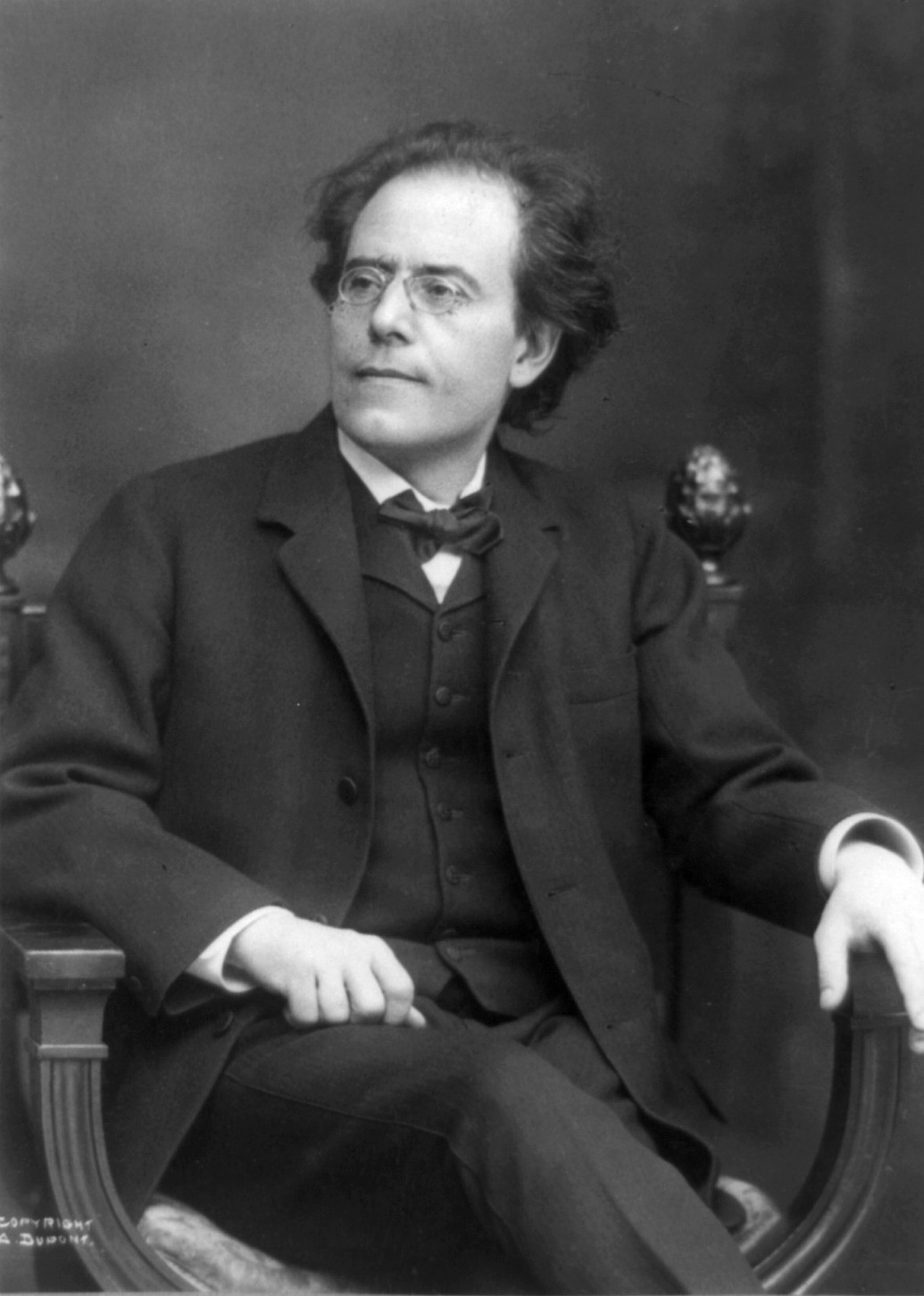
Mahler comenzó a escribir sinfonías largas y a gran escala.

Hacia finales del siglo XIX, Gustav Mahler comenzó a escribir sinfonías largas y a gran escala que continuó componiendo hasta principios del siglo XX. Su Tercera Sinfonía, completada en 1896, es una de las sinfonías más largas interpretadas con regularidad con alrededor de cien minutos de duración para la mayoría de las actuaciones. La Octava Sinfonía se compuso en 1906 y recibe el sobrenombre de «Sinfonía de los mil» debido a la gran cantidad de voces necesarias para realizarla.
El siglo XX vio una mayor diversificación en el estilo y el contenido de las obras que los compositores denominaron sinfonías. Algunos compositores, incluidos Dmitri Shostakóvich, Serguéi Rajmáninov y Carl Nielsen, continuaron escribiendo en la forma tradicional de cuatro movimientos, mientras que otros compositores adoptaron enfoques diferentes: la Séptima Sinfonía de Jean Sibelius, la última, consta de un movimiento; la Sinfonía alpina de Richard Strauss, también en un solo movimiento y dividida en veintidós partes, detalla una subida de once horas a través de las montañas, y la Novena Sinfonía de Alan Hovhaness, Saint Vartan —originalmente op. 80, cambiado a op. 180: compuesta en 1949-1950, consta en veinticuatro. Se observó una variedad similar en la duración de las sinfonías: Gustav Mahler continuó componiendo inmensas obras que se tardan más de una hora en interpretar, pero otros como Havergal Brian, cuya Primera Sinfonía «Gótica», completada en 1927, dura casi dos horas. En el otro extremo de la escala, una interpretación de la Pequeña Sinfonía n. ° 1 de Darius Milhaud, compuesta en 1917, dura sólo tres minutos y medio.[cita requerida]
A finales del siglo XIX había surgido una preocupación por la unificación de la sinfonía tradicional de cuatro movimientos en una única concepción formal subsumida, que se denominó «forma sinfónica bidimensional», y encuentra su punto de inflexión clave en la Sinfonía de cámara n.° 1 de Arnold Schönberg, op. 9 (1909), que fue seguida en la década de 1920 por otras sinfonías alemanas notables de un solo movimiento, incluida la Primera sinfonía de Kurt Weill (1921), la Sinfonía de cámara de Max Butting, op. 25 (1923), y la Sinfonía de Paul Dessau de 1926.
Paralelamente a esta experimentación, otras sinfonías del siglo XX intentaron deliberadamente evocar los orígenes del género en el siglo XVIII, en términos de forma e incluso estilo musical, con ejemplos destacados como la Sinfonía «Clásica» de Serguéi Prokófiev de 1916-17 y la Sinfonía en do de Ígor Stravinski de 1938-1940.[cita requerida]
Sin embargo, persistieron ciertas tendencias. La designación de una obra como «sinfonía» todavía implicaba cierto grado de sofisticación y seriedad de propósito. La palabra «sinfonietta» entró en uso para designar una obra más corta, de objetivos más modestos o «más ligera» que una sinfonía, como la Sinfonietta para orquesta de Prokófiev.
En la primera mitad del siglo, compositores modernistas como Edward Elgar, Gustav Mahler, Jean Sibelius, Carl Nielsen, Ígor Stravinski, Bohuslav Martinů, Roger Sessions, Serguéi Prokófiev, Rued Langgaard y Dmitri Shostakóvich compusieron sinfonías «extraordinarias en alcance, riqueza, originalidad y urgencia de expresión». Una medida del significado de una sinfonía es el grado en que refleja concepciones de la forma temporal propias de la época en que fue creada. Cinco compositores de todo el siglo XX que cumplen esta medida son Sibelius, Stravinski, Luciano Berio (en su Sinfonía, 1968-1969), Elliott Carter (en su Sinfonía de tres orquestas, 1976) y Pelle Gudmundsen-Holmgreen (en Sinfonía/Antifonía, 1980).
Desde mediados del siglo XX hasta el XX ha habido un resurgimiento del interés por la sinfonía con muchos compositores posmodernistas añadiendo sustancialmente al canon, sobre todo en el Reino Unido: Peter Maxwell Davies (10), Robin Holloway (1), David Matthews (9), James MacMillan (4), Peter Seabourne (4) y Philip Sawyers (3).